# Jørgen Markussen
Jørgen Markussen (født 19. november 1947) er en tidligere dansk fodboldspiller.

## Karriere
Markussen spillede ti kampe på Danmarks fodboldlandshold og scorede et enkelt mål – et antal, der ikke matchede det målinstinkt, der gjorde ham til klublegende i Vejle Boldklub.
Det er hovedsageligt tiden i VB, der tegner Jørgen Markussens karriere. Det var her han blev kendt og berygtet som en særdeles farlig afslutter. Hans mange scoringer var med til at gøre klubben til Dansk Mester i 1971 – en bedrift der blev overgået i 1972, da klubben vandt "The Double" for anden gang.
Med sine 152 mål er Jørgen Markussen den næstmest scorende spiller i Vejle Boldklub's historie. Og med 324 kampe er han nummer seks på kamprekordlisten. Spilleren med flest kampe er klubbens mangeårige anfører, Gert Eg.
Jørgen Markussen har udover VB spillet for Kolding IF og den færøske klub Klaksvik.